# Bataille de Marbella
Guerre de Succession d'Espagne
Batailles
Campagnes de Flandre et du Rhin
- Landau (1702)
- Friedlingen (1702)
- Kehl (1703)
- Ekeren (1703)
- Höchstädt (1703)
- Spire (1703)
- Schellenberg (Donauworth) (1704)
- Blenheim (1704)
- Landau (1704)
- Vieux-Brisach (1704)
- Eliksem (1705)
- Ramillies (1706)
- Stollhofen (1707)
- Cap Béveziers (1707)
- Cap Lizard (1707)
- Audenarde (1708)
- Wynendaele (1708)
- Lille (1708)
- Gand (1708)
- Malplaquet (1709)
- Douai (1710)
- Bouchain (1711)
- Denain (1712)
- Bouchain (1712)
- Douai (1712)
- Landau (1713)
- Fribourg (1713)

Campagnes d'Italie
- Carpi (1701)
- Chiari (1701)
- Crémone (1702)
- Luzzara (1702)
- Verceil (1704)
- Cassano (1705)
- Nice (1705-1706)
- Calcinato (1706)
- Turin (1706)
- Castiglione (1706)
- Toulon (1707)
- Gaeta (1707)
- Cesana (1708)
- Syracuse (1710)

Campagnes d'Espagne et de Portugal
- Cadix (1702)
- Vigo (navale 1702)
- Cap de la Roque (1703)
- Gibraltar (août 1704)
- Ceuta (1704) (es)
- Málaga (1704)
- Gibraltar (1704-1705)
- Marbella (1705)
- Montjuïc (1705)
- Barcelone (1705)
- Badajoz (1705)
- Barcelone (1706)
- Murcie (1706) (es)
- El Albujón (1706) (es)
- Santa Cruz de Ténérife (1706) (en)
- Almansa (1707)
- Xàtiva (1707)
- Ciudad Rodrigo (1707) (en)
- Lérida (1707)
- Tortosa (1708)
- Minorque (1708)
- Gudiña (1709)
- Almenar (1710)
- Saragosse (1710)
- Brihuega (1710)
- Villaviciosa (1710)
- Barcelone (1713-1714)

Campagnes de Hongrie
- Saint-Gotthard (1703) (en)
- Biskupice (1704) (en)
- Smolenice (1704) (en)
- Koroncó (1704) (en)
- Zsibó (1705) (en)
- Saint-Gotthard (1705) (en)
- Trenčín (1708) (en)

Antilles et Amérique du sud
- Santa Marta (1702)
- Guadeloupe (1703)
- Nassau (1703)
- Colonia del Sacramento (1704)
- Carthagène (1708)
- Rio (1710)
- Carthagène (1711)
- Rio (1711)
- Cassard (1712)

La bataille de Marbella ou bataille de Cabrita Point, est une bataille navale qui s'est déroulée le 21 mars 1705, au large de Marbella, pendant la guerre de Succession d'Espagne, entre la flotte franco-espagnole, commandée par Jean-Bernard de Pointis et la flotte anglo-néerlando-portugaise, commandée par John Leake.

## Prélude
Le 3 août 1704, les alliés prennent Gibraltar au nom de l'archiduc Charles de Habsbourg. Les Espagnols tentent alors de reprendre la ville par la terre, et une première tentative française d'invasion par la mer s'est soldée par un échec lors de la bataille de Vélez-Málaga le 24 août 1704.
En janvier 1705, Philippe V d'Espagne décide de reconquérir la ville et donne le commandement de l'armée au maréchal de Tessé. Celui-ci comprend que Gibraltar ne sera jamais reprise tant que les alliés y auront accès par la mer. Il ordonne au baron de Pointis, lieutenant général au service de l'Espagne, d'assiéger la place avec une flotte de 18 navires de ligne.
Le prince Georges de Hesse-Darmstadt, qui commande Gibraltar, demande à John Leake de naviguer à son secours. L'amiral met à la voile immédiatement avec cinq vaisseaux de ligne et un corps de troupes. Au matin du 10 mars, il dispose d'une escadre de 23 navires britanniques, 4 navires néerlandais et huit navires portugais de différentes tailles.
Devant cette force supérieure à la sienne, le 17 mars, Pointis demande au maréchal de Tessé la permission de se mettre à l'abri à Toulon. Mais il reçoit l'ordre de rester dans la baie. En ce mois de mars la météo n'est pas clémente, sur le siège Gibraltar, les assaillants ne peuvent rien tenter. Du 18 au 20 mars, dans la baie de Gibraltar, la flotte française est malmenée par une violente tempête. Plusieurs navires filent sur leurs ancres et sont dispersés, Pointis ne dispose plus que de cinq bâtiments dans la baie.

## La bataille
Au matin du 21 mars, l'escadre anglo-néerlandaise paraît devant la baie et tente d'y enfermer les navires français. Coupant leurs amarres, ceux-ci parviennent à s'échapper. Mais les alliés ont le vent en poupe et ont vite fait de rattraper les lourds vaisseaux français, près du cap d'Europe. Trois d'entre eux sont pris, deux autres s'échouent et sont incendiés par leurs équipages.

## Conséquences
À la suite de cette catastrophe, le maréchal de Tessé retire une grande partie de ses troupes le 31 mars et transforme le siège en blocus.
Après la bataille de Marbella, Pointis quitte le service et meurt le 24 avril 1707, à l'âge de 62 ans, dans sa maison de campagne de Champigny.
John Leake a non seulement remporté une victoire remarquable, mais a sauvé Gibraltar. Sa réputation en sort grandie.

## Source
- (en) Cet article est partiellement ou en totalité issu de l’article de Wikipédia en anglais intitulé « Battle of Cabrita point » (voir la liste des auteurs).

- Jacques Bernard, Henri Basnage (sieur de Beauval), Lettres historiques: contenant ce qui se passe de plus important..., vol. 27
- Jean Meyer et Martine Acerra, Histoire de la marine française : des origines à nos jours, Rennes, Ouest-France, 1994, 427 p. [détail de l’édition] (ISBN 2-7373-1129-2, BNF 35734655)
- Michel Vergé-Franceschi (dir.), Dictionnaire d'Histoire maritime, éditions Robert Laffont, coll. « Bouquins », 2002
- Guy Le Moing, Les 600 plus grandes batailles navales de l'Histoire, Rennes, Marines Éditions, mai 2011, 620 p. (ISBN 9782357430778)